# Caiga Quien Caiga
Caiga Quien Caiga (abgekürzt CQC, span. etwa Es falle wer falle oder Treffe es wen es treffe, in Anspielung auf die Interviews in der Sendung) ist eine humoristische argentinische Fernsehshow, die seit 1995 von América TV, Canal 13 und Telefe (in der angegebenen Reihenfolge) gesendet wird. Es handelt sich um einen satirischen Nachrichtenüberblick mit den Schwerpunkten Politik, Showbusiness und Sport und wird wöchentlich mit einer Dauer von 80 Minuten ausgestrahlt.
Moderiert wurde CQC bis 2008 von ihrem Produzenten und Begründer, dem bekannten Radiomoderator Mario Pergolini, sowie Eduardo de la Puente und Juan Di Natale. 2009 schieden Pergolini und De la Puente aus und wurden durch Ernestina Pais als Anchorwoman und Gonzalo Rodríguez, der vorher als Außenreporter in der Sendung mitarbeitete, ersetzt.
Produziert wird die Sendung von dem Studio Cuatro Cabezas. In Chile, Spanien, Brasilien, Italien, Mexiko, Frankreich und Israel wurde das Format adaptiert, wobei jedoch nicht immer der Erfolg des Originals erreicht werden konnte. Ab Herbst 2009 startete in den Niederlanden eine weitere Adaption des Formats.

## Format
Die Show wechselt zwischen Studiosequenzen mit Publikum und diversen Außenreportagen. Die Moderatoren fungieren in der Show als Trio von Anchormen, die die einzelnen Sequenzen einleiten und kommentieren. Typischerweise wird eine Sequenz mit politischem Inhalt, eine zum Thema Showbusiness sowie eine zum Thema Sport (meist Fußball) sowie wechselnden Zwischen- und Endsequenzen ausgestrahlt.
Typisches Merkmal der Außenreportagen sind die politisch unkorrekten Fragen, die die wechselnden Reporter an Prominente stellen, unter denen sich zuweilen sogar der argentinische Präsident befindet. Die Reaktionen der „Opfer“ werden durch computeranimierte Bild- und Toneffekte unterstrichen, etwa durch Schläge mit einem Boxhandschuh ins Gesicht oder dem stark hervorgehobenen Erröten der Personen.
Die Kameratechnik inkorporiert extrem schnelle Schnitte sowie insbesondere in den Studiosequenzen oft wechselnde Kamerapositionen und häufiges Schwenken und Zoomen der Perspektive. Der Look der Moderatoren, die immer mit schwarzen Anzügen und Sonnenbrillen auftreten, wurde vom Film Reservoir Dogs – Wilde Hunde beeinflusst.
Typisch für CQC sind auch eingeblendete Werbesequenzen, in denen die Moderatoren in ihrem typischen Anziehstil mit dem beworbenen Produkt interagieren. Weiterhin gibt es Sequenzen, in denen besonders zum Lachen anregende Ausschnitte aus anderen Fernsehsendungen gezeigt werden, wie Top Five de la Televisión Argentina.
Ein Running Gag waren bis 2008 außerdem die Seitenhiebe auf den Moderator Marcelo Tinelli, mit dem der frühere Hauptmoderator Pergolini eine Rivalität pflegte und der lange Zeit das Konkurrenz-Humorformat Videomatch (1990–2004) moderierte. Diese Rivalität wurde insbesondere in einem speziellen Segment, QKRCHS, mittels satirischer Zeichentricksequenzen thematisiert, deren Protagonisten Küchenschaben (span. cucarachas) sind.

## Preise
Das Format erntete besonders in seinem Ursprungsland Argentinien zahlreiche Preise. So gewann es den bedeutendsten Radio- und Fernsehpreis des Landes, den Martín Fierro, mehrere Male in den Kategorien Bestes Humoristisches Format und Bestes Journalistisches Format, es verfehlte jedoch bisher den Hauptpreis, den Martín Fierro in Gold. Ebenfalls wurde es zwischen 1999 und 2007 sechsmal für den Emmy International nominiert, ohne diesen Preis jedoch gewinnen zu können.